# Палац в Семенівці
Палац в Семенівці - одноповерховий палац, збудований приблизно в 1760-тих, в стилі класицизму . Його стіни були зруйновані в 1929 році , через плісняву, яка виникла під час існування у палаці військового гопспіталю в 1915–1918 рр.  . Тут мав свою улюблену резиденцію син Олександра Яна Потоцького – каштелян львівський Юзеф Потоцький  .